# Vicherey
Vicherey là một xã ở tỉnh Vosges, vùng Grand Est, Pháp. Xã này có diện tích 5,88 kilômét vuông dân số năm 1999 là 176 người. Xã này nằm ở khu vực có độ cao trung bình 390 m trên mực nước biển.
Người dân địa phương danh xưng tiếng Pháp là Viscariens.

## Biến động dân số
| 1579                                         | An XII | 1845 | 1876 | 1886 | 1962 | 1968 | 1975 | 1982 | 1990 | 1999 |
| -------------------------------------------- | ------ | ---- | ---- | ---- | ---- | ---- | ---- | ---- | ---- | ---- |
| 648                                          | 420    | 488  | 436  | 424  | 185  | 204  | 205  | 228  | 213  | 176  |
| Số liệu từ năm 1962: Dân số không tính trùng |        |      |      |      |      |      |      |      |      |      |